# Horloge mère
 (mai 2016).
Si vous disposez d'ouvrages ou d'articles de référence ou si vous connaissez des sites web de qualité traitant du thème abordé ici, merci de compléter l'article en donnant les références utiles à sa vérifiabilité et en les liant à la section « Notes et références ».
Une horloge mère est une horloge de précision qui délivre des signaux pour synchroniser des horloges filles (Slave Clocks) reliées en réseau.
Des réseaux d'horloges électriques reliées en filaire à une horloge mère ont été utilisés pour la première fois dans des institutions comme des manufactures, bureaux, ou écoles, au début du XIXe siècle. Actuellement beaucoup d'horloges à quartz sont synchronisées par signaux radio ou par internet à un réseau mondial nommé UTC (pour Universal Coordinated Time, Temps universel coordonné) piloté par des horloges atomiques disséminées dans divers pays.